# Jean-Paul-Auguste Journu
Pour les autres membres de la famille, voir Famille Journu.
Jean-Paul-Auguste Journu (16 juin 1820, Bordeaux - 21 novembre 1875, Bordeaux), est un négociant et homme politique français.

## Biographie
Fils de Bernard Auguste Journu et négociant en vins, appartenant à une grande famille bordelaise de négociants et armateurs, il fut, le 8 février 1871, élu représentant de la Gironde à l'Assemblée nationale. 
Il siégea à droite, fut des 94 signataires de la demande d'abrogation des lois d'exil portées contre les Bourbons, et vota, pour la paix, pour l'abrogation des lois d'exil, pour la pétition des évêques, pour le pouvoir constituant de l'Assemblée, fut en congé pendant quelques mois, se prononça contre le service militaire de trois ans, et donna sa démission.

### Sources
- « Jean-Paul-Auguste Journu », dans Adolphe Robert et Gaston Cougny, Dictionnaire des parlementaires français, Edgar Bourloton, 1889-1891 [détail de l’édition]